# 生活世界
生活世界（独：Lebenswelt）とは、後期フッサールの現象学の概念の一つである。著作『ヨーロッパ諸学の危機と超越論的現象学』ではじめて提示されていた。現象学は、なぜ我々は世界の実在を確信するのかを探究する学問であり、我々の意識主観と世界の存在との相関関係の研究から出発したが、その単純な相関関係のなかでは捉えきれないような存在次元（間主観性や身体性、受動的総合）がしだいに姿を現してきた。こういった存在次元をまとめた全体をフッサールは「生活世界」として概念化した。「生活世界」の概念は、二つの批判において成り立っている。一つは自然科学批判、もう一つはカント批判である。フッサールによると、生活世界は、あらゆる意味形成と存在妥当の根源的地盤として、科学的な世界理解に先立っていつもすでに自明なものとして与えられている世界を意味する。「生世界」とも訳される。